# Friedrich Zundel
Georg Friedrich Zundel (né le 13 octobre 1875 à Iptingen, près de Wiernsheim et mort le 7 juin 1948 à Stuttgart) était un peintre, architecte et mécène allemand. En tant que peintre, c'est à son travail de portraitiste qu'il doit une certaine célébrité.[réf. nécessaire]

## Biographie
Zundel était le fils d'un fermier et marchand de vin. Il perd sa mère à l'âge de 6 ans. Comme il ne s'entendait pas avec la seconde épouse de son père, il quitta le domicile familial à l'âge de 14 ans, et commença son apprentissage chez un maître peintre à Pforzheim. Il devint compagnon en 1891 . Il passa ensuite six ans à travailler à Francfort dans la peinture décorative. C'est à ce moment qu'il prit connaissance des conditions de travail des ouvriers. En 1897, Zundel décide d'étudier l'art, d'abord à l'école d'art de Karlsruhe et plus tard à l’école d'Art de Stuttgart. Les études de Zundel trouvèrent une fin prématurée en 1898, quand il fut expulsé pour avoir participé à l'organisation d'une grève par les étudiants en art de l'école.
Zundel cultivait des idées socialistes dès avant ses études, et s'identifia de plus en plus avec la « lutte contre l'oppression et l'exploitation ». C'est ainsi qu'il entra en relation avec Clara Zetkin, de 18 ans son aînée, femme politique, socialiste et féministe, qui travaillait à ce moment-là à Stuttgart en tant que rédacteur en chef du journal des femmes du SPD L'Egalité. Ils se sont mariés en 1899 et, vécurent de 1903 jusqu'à leur séparation (divorce en 1926), dans une maison de campagne, à Sillenbuch près de Stuttgart, qui est devenu une destination populaire pour les chefs de file des organisations socialistes internationales. Lénine leur rendit visite en 1907.[réf. nécessaire]
Zundel a traduit ses convictions dans les portraits des travailleurs faits durant ces années. Sa peinture mettait l'accent sur les personnes, notamment par la suppression de l'environnement (pas de référence à l'environnement et du symbolisme exagérée), et par la taille des représentations (presque grandeur nature).

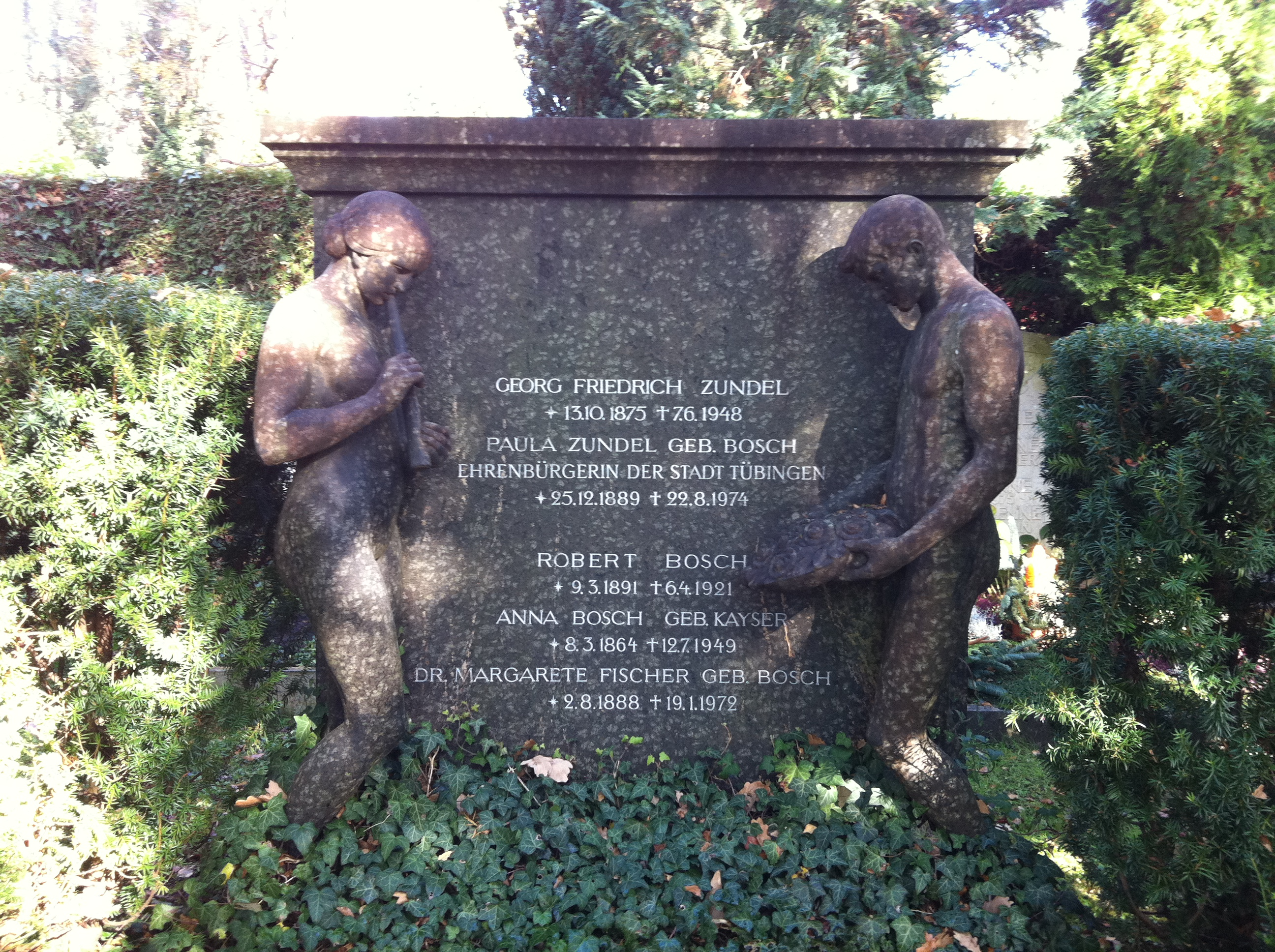
Pierre tombale de Friedrich et Paula Zundel dans le cimetière de Tübingen.

Des mécènes, parmi lesques le comte Casanova, qui lui fournit un studio, lui offrirent un revenu confortable. C'est ainsi qu'il put financer sa maison de campagne et l'achat d'une voiture. Il noua également des contacts avec Karl Kautsky, qui lui permirent en 1907 de peindre les filles de Robert Bosch (qui vivait dans la même maison que Kautsky) Paula et Margaret. Au même moment, Zundel poursuivait son engagement politique par la conception d'affiches, de maisons, et par ses interventions dans des débats, notamment sur le rôle de la production artistique dans le mouvement socialiste.
Avant et après la Première Guerre mondiale, Zundel se tourna vers une peinture réaliste et expressive, et se lança dans des thèmes mythiques et religieux, notamment autour de l'idée de rédemption. Au cours de ces années, il se sentir de plus en plus étranger à Clara Zetkin.
Après son divorce avec Zetkin, Zundel épousa Paula Bosch 1927, qu'il avait déjà peinte quand elle était encore enfant. Zundel déménage et s'installe avec elle dans une maison (le Berghof, à Tübingen) conçue en 1921 par lui et par Robert Bosch pour sa succession. Là, il mena aussi bien des activités artistiques que les travaux des champs. Dans sa peinture, il revint à nouveau à des motifs idéalistes, les éléments chrétiens jouant un rôle croissant. Son unique enfant naquit de son mariage avec Paula Bosch. Georg Friedrich Zundel a une tombe d'honneur dans le cimetière de la ville de Tübingen.
En 1971, Paula Zundel et sa sœur Margarete Fischer-Bosch firent un don à la Kunsthalle de Tübingen pour créer un lieu d'exposition permanent pour les travaux de Zundel. Pour ses services à la ville de Tübingen Paula Zundel, ainsi que sa mère, Anna Bosch, furent faites citoyennes d'honneur de la ville.